# Грачац Славетићки
Грачац Славетићки је насељено место у Републици Хрватској у Загребачкој жупанији. Административно је у саставу града Јастребарског. Простире се на површини од 1,87 km².
Налази се 37 км југозападно од Загреба.

## Становништво
Према задњем попису становништва из 2001. године у насељу Грачац Славетићки је живело 12 становника у 2 породична и 3 самачких домаћинстава. Густина насељености је 102,33 становника на km²
Кретање броја становника по пописима 1857—2001.
| година пописа  | 1857. | 1869. | 1880. | 1890. | 1900. | 1910. | 1921. | 1931. | 1948. | 1953. | 1961. | 1971. | 1981. | 1991. | 2001. |
| бр. становника | 57    | 50    | 73    | 94    | 107   | 89    | 79    | 97    | 73    | 84    | 77    | 42    | 24    | 27    | 12    |

Напомена:До 1900. исказивано под именом Грачац и од 1910. до 1991. под именом Грачац Славетички.